# Katedrala Naše Gospe u Antwerpenu
Katedrala Naše Gospe rimokatolička je župna crkva u belgijskom gradu Antwerpenu.
Predstavlja sjedište Antwerpenske biskupije. Gradnja je započela 1352. godine. Predstavlja primjer gotičke arhitekture, a među njezinim graditeljima bili su Jan i Pieter Appelmans. Sadrži brojna djela baroknog slikara Petera Paula Rubensa, kao i slike umjetnika kao što su Otto van Veen, Jacob de Backer i Marten de Vos.

## Vanjske poveznice
- De Kathedraal - službena stranica